# Dragon Blaze
Dragon Blaze — видеоигра в жанре вертикального скролл-шутера, разработанная и выпущенная компанией Psikyo в 2000 году в виде аркадного игрового автомата. В 2005 году игра была переиздана в составе сборника Psikyo Shooting Collection Vol. 3 для игровой консоли Sony PlayStation 2.

## Игровой процесс
В начале игры каждый игрок выбирает одного из четырёх персонажей, всадников на драконах. Противниками также являются разные виды драконов.